# Nowoje Owsino
Nowoje Owsino (ros. Новое Овсино) – wieś (dieriewnia) w Rosji, w obwodzie nowogrodzkim, w rejonie batieckim. W 2010 liczyła 350 mieszkańców.